# Лоскутное одеяло
Лоску́тное одеяло — это стеганое одеяло, лицевая сторона которого сшита из разноцветных и пёстрых кусочков ткани (стиль лоскутное шитьё или квилт), прокладкой служит ватин, синтепон, пух или вата, обратная сторона обычно одноцветная или так же из лоскутков. Первые упоминания об искусстве соединения различных тканей встречаются в исторических описаниях, датированных XI веком. Ткань — материал недолговечный, поэтому время и место возникновения лоскутной техники весьма условны. Не исключена возможность появления лоскутного рукоделия в нескольких странах одновременно. Однако принято считать, что зародилась эта техника в Англии, а затем постепенно распространилась в других местах. Изделия из лоскута стали появляться на Руси, в Европе, Америке, Австралии.
Причиной появления своеобразного лоскутного шитья явилась бедность. Именно она вынуждала женщин из остатков старой одежды делать новую, а также создавать различные изделия окружающего быта. Неслучайно повышенный интерес к технике лоскутного шитья в разных странах возникал именно в периоды кризисных ситуаций.
Идея же геометрического подбора различных кусочков ткани берёт начало от традиционного народного ремесла. Не исключено, что толчком к появлению лоскутных орнаментов послужило древнее искусство создания мозаичных композиций, дошедшее до нас из глубины веков. Недаром шитье из лоскута называют также «лоскутная мозаика».
С годами отношение к такому виду рукоделия, как к вынужденному выходу из трудных жизненных ситуаций, постепенно отошло в прошлое. В настоящее время к шитью из лоскута относятся как к виду искусства. Художественные изделия из лоскута по праву заняли достойное место среди произведений декоративно-прикладного творчества во многих странах мира.
Экспозиции музеев таких стран, как США, Германия, Швеция, Швейцария, Австралия, содержат целые коллекции изделий, выполненных в стиле лоскутной техники. Имеется такая коллекция и во Всероссийском музее декоративно-прикладного и народного искусства.
Гармоничным сочетанием тканей различных цветовых и геометрических решений можно достигать неповторимых колоритов. Своим разнообразием и многоцветном лоскутные вещи притягивают наше внимание. Они применимы и для убранства кухни, спальни (салфетки, прихватки для горячего, скатерти, наволочки, одеяла, пледы) или гостиной (декоративное панно). В качестве аксессуаров (нарядная сумка, кошелек) либо одежды (изящный летний костюм или стёганый жилет).
Лоскутное одеяло — непременный атрибут убранства русского крестьянского дома, где царил уют, созданный талантливой женской рукой. Лоскутное одеяло вносило красоту в скромный повседневный быт, дарило радостные краски немудреному крестьянскому жилью, согревало в самые холодные вечера. Когда родители собирали невесте приданое, то не забывали приготовить и лоскутное одеяло. Детское одеяльце обязательно шили и для новорождённых.
Лоскутное одеяло в культуре XX века получило особое место, в котором нашли отражение особенности развития не только народного творчества, но и искусства авангарда. В 1911 году Соня Делоне создала для своего новорожденного сына одеяло в технике лоскутного шитья. Расположение фрагментов ткани напомнило Соне и Роберу Делоне кубистскую живопись, для которой было характерно одновременное совмещение плоскостей контрастирующих цветов. Дальнейшие эксперименты художников с цветом привели к возникновению новых течений в искусстве авангарда — симультанизма и орфизма. Так Соней Делоне было создано симультанное платье в технике лоскутного шитья и разработан особый симультанный стиль текстильной орнаментации.